# Giovanni Battista Fontana (Maler)
Giovanni Battista Fontana (* um 1524 in Ala bei Verona; † 25. September 1587 in Innsbruck) war ein italienischer Künstler.

## Biographie
Fontanas genaue Lebensdaten sind nicht gesichert. Einflüsse Tizians, Paolo Veroneses und Parmigianinos werden diskutiert, seine Ausbildung liegt aber im Dunkeln. Bekannt ist jedoch, dass er schon 1562 im Dienst des Kaisers Ferdinand I. stand – seine frühesten sicher nachweisbaren Werke stammen aus der Schlosskapelle von Ebersdorf – und ab 1572 für dessen Sohn Ferdinand II. arbeitete. Ab 1575 war Fontana Hofmaler Ferdinands II. Von 68 ihm zugeschriebenen Stichen gehen wahrscheinlich die meisten auf seinen Bruder Giulio zurück; Giovanni Battista dürfte allenfalls die Entwürfe geliefert haben, so auch bei den 27 Blättern zur Romuluslegende, die dem Erzherzog gewidmet waren. 1573 gestaltete Fontana Fresken im Oratorium und im Ballspielhaus der Burg zu Innsbruck. Aus dem Jahr 1576 stammt ein Altargemälde in Seefeld, 1580 fertigte Fontana drei weitere Altarbilder für die Schlosskapelle von Günzburg. Aus der gleichen Zeit stammt ein Porträt des Kardinals Andreas von Österreich. Die Silberne Kapelle der Hofkirche von Innsbruck stattete Fontana mit vierzehn Deckenmalereien zur Passion Christi aus. Nicht erhalten sind die Malereien im 1636 abgebrannten Schloss Ruhelust. Vielleicht das letzte Werk Fontanas ist eine Altartafel für die Kirche von Matrei. Vor 1586 erhielt er den Auftrag, die Holzdecke im Speisesaal eines Nebengebäudes von Schloss Ambras mit einer Allegorie des Sternenhimmels zu schmücken.

## Ein Hauptwerk: Die Allegorie des Sternenhimmels

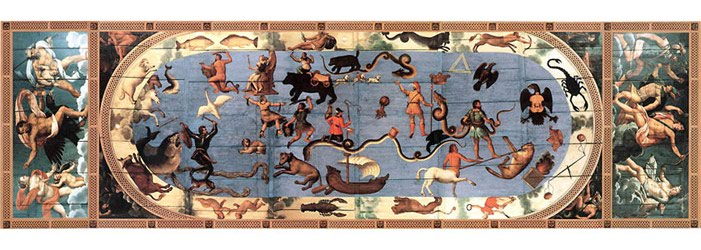
Allegorie des Sternenhimmels

Das allegorische Gemälde, 21 m lang und 9,30 m breit, mit Ölfarben auf Holz gemalt, befindet sich seit 1881 in der Rüstkammer des Schlosses Ambras. Es zeigt insgesamt 48 Sternbilder, davon 47, die seit Claudius Ptolemäus bekannt waren, sowie als 48. das von Gerhard Mercator 1551 als Coma Berenikes eingeführte Haar der Berenike.
Insgesamt ist das Bild dreigeteilt: Ein großes Rechteck befindet sich zwischen zwei sehr viel kleineren. Die bildhaften Darstellungen der einzelnen Sternbilder sind um ein großes Oval gruppiert, das in das mittlere Rechteck eingefügt ist. Dadurch ergeben sich vier Eckfelder, in denen Allegorien der vier Elemente Wasser, Feuer, Luft und Erde ihren Platz fanden. Sie wurden durch Neptun, Vulkan, Juno und Minerva verkörpert. An die Schmalseiten des Ovals schließt sich jeweils eine weitere rechteckige Fläche an, auf der Fontana die Personifikationen der sieben Planeten darstellte. Auf der Westseite sind Sol, Luna, Merkur und Mars, auf der Ostseite Jupiter, Venus und Saturn zu sehen.
Vergleichbar mit dieser astronomischen Darstellung ist etwa die Speisesaaldecke des Palazzo Farnese aus dem Jahr 1573, jedoch ist aufgrund einer erhalten gebliebenen Rechnung bekannt, dass als unmittelbare Vorlage für das Gemälde ein Himmelsglobus aus der Sammlung des Auftraggebers diente.

## Auktionen
- 1825 in Nürnberg: Zehn griechische Weltweise, oder Heraclitus und Democritus nebst ihren Schülern, streiten über die Gestalt der Erde, deren Sinnbild als eine Kugel  im Vorgrunde liegt.[1]